# Rzerzuśnia (gmina)
Rzerzuśnia (alt. Rzeżuśnia; od 1973 Gołcza) – dawna gmina wiejska istniejąca do 1954 roku w woj. kieleckim i woj. krakowskim. Nazwa gminy pochodzi od wsi Rzerzuśnia (obecna pisownia to Rzeżuśnia), lecz siedzibą władz gminy była Gołcza.
Za Królestwa Polskiego gmina Rzerzuśnia należała do powiatu miechowskiego w guberni kieleckiej (utworzonej w 1867). W połowie 1870 roku do gminy Rzerzuśnia włączono obszary zniesionych gmin Lgota Wielka i Wysocice.
W okresie międzywojennym gmina Rzerzuśnia należała do powiatu miechowskiego w woj. kieleckim. 1 kwietnia 1929 roku część obszaru gminy Rzerzuśnia przyłączono do gminy Jaksice. 1 kwietnia 1930 roku część obszaru gminy Rzerzuśnia weszła w skład nowej gminy Chodów a 1 października tegoż roku w skład nowej gminy Szreniawa. 1 marca 1939 z gminy Rzerzuśnia wyłączono gromadę Brzozówka, włączając ją do gminy Szreniawa.
Po wojnie gmina przez bardzo krótki czas zachowała przynależność administracyjną, lecz już 1 kwietnia 1945 roku została wraz z całym powiatem miechowskim przyłączona do woj. krakowskiego. Według stanu z dnia 1 lipca 1952 roku gmina składała się z 15 gromad: Buk, Chobędza, Cieplice, Czaple Małe, Czaple Wielkie, Gołcza, Kamienica, Krępa, Rzerzuśnia, Ulina Mała, Ulina Wielka, Wielkanoc, Wysocice, Zawadka i Żarnowica.
Jednostka została zniesiona 29 września 1954 roku wraz z reformą wprowadzającą gromady w miejsce gmin. Po reaktywowaniu gmin z dniem 1 stycznia 1973 roku gminy Rzerzuśnia nie przywrócono, utworzono natomiast jej terytorialny odpowiednik, gminę Gołcza w tymże powiecie.